# Caroline Claveau
Pour les articles homonymes, voir Claveau (homonymie).
Caroline Claveau est une actrice québécoise.

## Biographie
Cette comédienne fait beaucoup de publicité à la télévision.

## Filmographie
- 1991 : Lance et compte : Envers et contre tous (TV) : Martine
- 1995 : Sous un ciel variable (série TV) : Nathalie Rousseau
- 2002 : Les Poupées russes (série TV) : Laurie Jubinville
- 2004 : Smash (feuilleton TV) : Julie, une amie de l'Auberge (épouse de Raymond)
- 2005 : L'Auberge du chien noir : Mme Durand